# Rune Johan Andersson
Rune Johan Andersson född 5 mars 1945, är en norsk illustratör, tidningstecknare och barnboksförfattare. 
Rune Johan Andersson har utbildning från bland annat Westerdals reklameskole i Oslo. Han gjorde teckningar till Dagbladet från 1970 till 1984 och till Aftenposten från 1984 till 1998. Han har även illustrerat en stor mängd böcker, däribland bilderböcker för barn, varav nio egna titlar.  
Rune Johan Andersson verk är inköpta av bland andra Nasjonalgalleriet, Riksgalleriet och Norsk Kulturråd. Sedan 2007 är Rune Johan Andersson en av sju medlemmar i styrelsen för Norske Barne- og Ungdomsbokforfattere (NBU).
Rune Johan Andersson bor på Nesodden utanför Oslo.